# Can Burguès
Can Burgués és una obra del municipi de Santa Eulàlia de Ronçana (Vallès Oriental) inclosa en l'Inventari del Patrimoni Arquitectònic de Catalunya.

## Descripció
El cos central està tancat per la masoveria i altres cossos annexes que formen un barri tancat, al qual s'entra per un portal rectangular dovellat. Aquesta part més antiga, que dona a sol naixent, té una distribució irregular. Consta de planta baixa i un pis d'alçada, aquest té una gran sala al centre, coberta amb teulada a doble vessant i l'interior amb un embigat de fusta. La sala està decorada amb pintura mural a les parets i sostre, amb motius florals i geomètrics, que porten la data de 1864. En una habitació hi ha pintada la representació d'un àngel al cel. Les habitacions, amb alcova, també tenen decoracions murals no figurades. La casa presenta modificacions difícils de precisar, la façana presenta una porta dovellada i finestres de tipus gòtic, igual que la masoveria.

## Història
Dels documents guardats a la casa, el més antic porta la data de 1286. N'hi ha varis del segle xiv. Tot i això no se sap la datació de la casa, que mostra diferents moments de construcció. Els propietaris actuals han fet una important reforma els darrers anys, que afecta sobretot a la planta baixa. El seu nom apareix sovint a la documentació de la baronia de Montbui. Es tractava d'una de les cases més importants del municipi, com ens ho mostra la reiteració de familiars que van obtenir el títol de batlle. A través de la documentació es pot establir l'arbre genealògic des de 1684 fins als nostres dies, tot i seguir una línia directa, es perd el cognom Burgués l'any 1725, passant primer a Alrani i posteriorment a Margenat.